# マリー・サープ

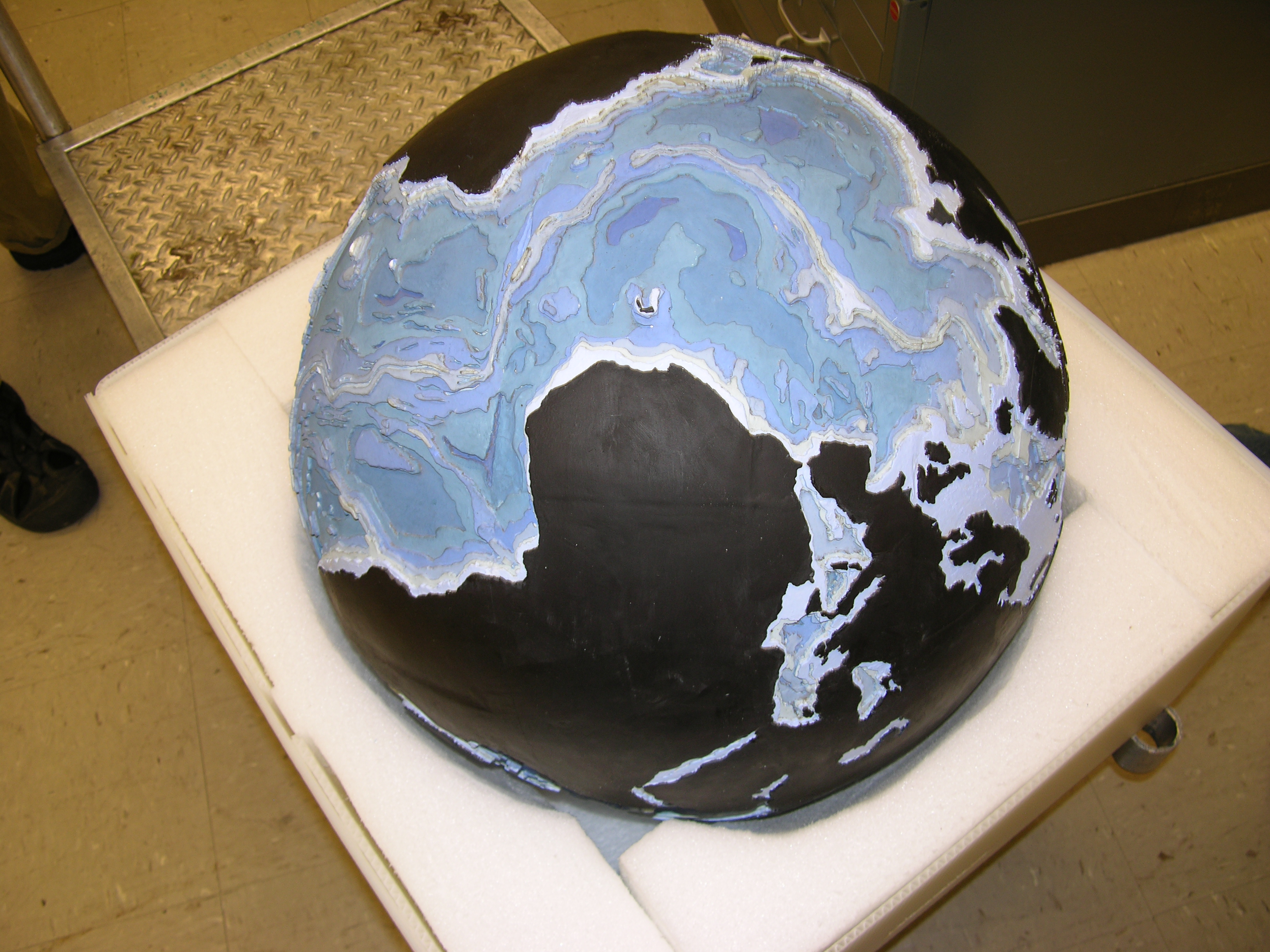
ブルース・ヘーゼンとマリー・サープによる海底地形図

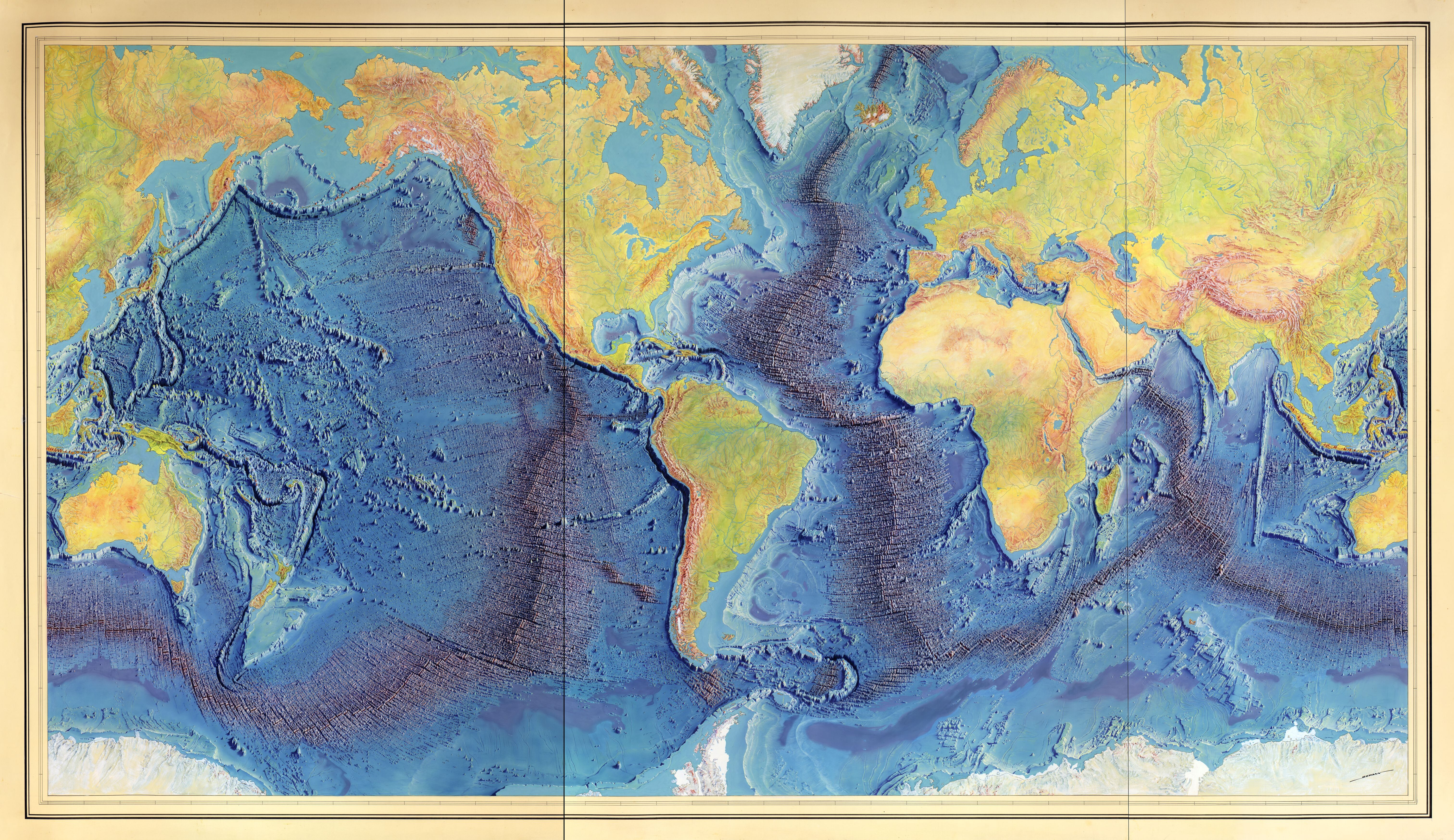
ハインリヒ・ベランが描いた、タープとヒーゼンに倣った世界海洋床のパノラマ地図。

マリー・サープ (Marie Tharp、1920年7月30日 – 2006年8月23日)は、アメリカ合衆国の地質学者であり、海図作成の地図制作者である。ブルース・C・ヘーゼンと共同で、大西洋の海底地図を作成した。大西洋中央海嶺の軸に沿ったリフトバレーの存在を明らかにし、地球科学分野のパラダイムシフトを起こすとともに、プレートテクトニクスと大陸移動説の理論の受容に貢献した。 

Heezen-Tharp map and papers collection(1957)（米国議会図書館所蔵）

## 生い立ち
マリー・サープは1920年7月30日にミシガン州イプシランティ に生まれた。父・ウィリアム・サープは、米国農務省で土壌調査図を作成しており、その仕事に付き添い地図作成の初歩を学んだが、当時この分野での仕事は男性の仕事とされており、彼女もその道に進むことに興味はなかった。1931年まで、父親の転任のたびに引越し、高校を卒業するまでに、アラバマ州、アイオワ州、ミシガン州、インディアナ州の20近くの学校に通った。母親は、マリーが15歳の時に他界した。

## 教育
父親の引退後、家族はオハイオ州ベルフォンテーンの農場に移り住んだ。マリー・サープは高校を卒業し、1936年の母親の他界後しばらく農場に滞在したが、その後大学に進学した。オハイオ大学では英文学と音楽の二科目を専攻し、1944年にミシガン大学で地質学の修士を、1948年にはタルサ大学で数学の学位を取得した。

## 業績
1948年、サープは、コロンビア大学で、モーリス・ユーイングの研究助手として働きはじめた。ユーイングは、1949年にラモント地質学研究所を創設し、サープはそこでブルース・ヘーゼンと共に海底の地図を作るための調査を行うこととなった。当初は、米海軍のデータセットを基に作業を行った。その後、ヘーゼンが航海でデータを収集し、サープはそれを地図にまとめた。当時女性は乗船が許されなかった。コロンビア大学ラモント地質研究所に設置された製図台を使い、水深の測定値をまとめた三次元地図を作製した。そして、初めて、大西洋中央海嶺の中央に、地溝帯（リフトバレー）があることを明らかにした。
ヘーゼンとサープは、1959年に北大西洋の地図を完成させ、その後、1961年に南大西洋、1964年にインド洋を完成させた。また、1965年以降は、サープも乗船し、大西洋の地図を二度にわたり改定した。また、ナショナルジオグラフィックと共同で海底の三次元化に取り組んだ。1977年には“World Ocean Floor Panorama”を出版した。

## 晩年
ヘーゼンの死後、サープは、1983年までコロンビア大学に勤め、その後、ニューヨーク州サウス・ニャックで、地図の配布のビジネスに従事した。
サープは、1995年、その地図コレクションやノートを、米国議会図書館の地理地図部に寄贈した。1997年には、米国議会図書館より、20世紀の偉大な地図製作者の一人として認定され、また、同館の地理地図部の100周年記念展示には、彼女の制作物が含まれた。 
2001年、海洋地質学のパイオニアとして、ラモント・ドハティ地球観測研究所のLamont-Doherty Heritage Awardの最初の受賞者となった。
2006年8月23日、ニューヨーク州ニャックでがんのため死去した。享年86歳だった。

## 受賞歴
同時代の女性科学者同様、マリー・サープは、晩年にその業績が認められている。受賞歴には以下のものがある。
- 1978年 - ナショナルジオグラフィック協会ハバード・メダル
- 1996年 - Society of Woman Geographers Outstanding Achievement Award
- 1999年 - Woods Holes Oceanographic Institution’s Mary Sears Woman Pioneer in Oceanography Award
- 2001年 - Lamont–Doherty Earth Observatory Heritage Award[9]

## レガシー
米国議会図書館は、1997年、マリー・サープを20世紀の偉大な地図製作者4人のうちの一人と認定した。 また、彼女の功績を称え、マリー・サープ・ラモント研究教授（ Marie Tharp Lamont Research Professor）のポジションが創設された。

### 死後の栄誉
Google Earthは、2009年にMarie Tharp Historical Map（マリー・サープの歴史マップ）レイヤーを同梱し、ユーザーがサープの海図をGoogle Earthインターフェイス上で閲覧できるようにした。
彼女は2013年のハリ・フェルトによる2013年の伝記『Soundings: The Story of the Remarkable Woman Who Mapped the Ocean Floor』の主題となった。この著作は、New York Timesにより「タープの重要性とフェルトの想像力の両方を雄弁に物語る」作品として取り上げられた。
2015年、国際天文学連合は、彼女に敬意を表して月のクレーターをTharp Moon craterと名付けた。
2022年、NPOのOcean Research Projectは、彼女にちなんで72フィートの研究用スクーナーをRV Marie Tharpと名付けた。
2022年11月21日、Googleはサープに敬意を表してGoogle Doodleを公開した。このDoodleは、彼女の物語を音声とユーザーの操作によってインタラクティブに体験できる作品となっている。

## 代表的著作
- Tharp, Marie; Heezen, Bruce C.; Ewing, Maurice (1959). The floors of the oceans: I. The North Atlantic. 65. Geological Society of America. doi:10.1130/SPE65-p1
- Heezen, B C; Bunce, Elizabeth T; Hersey, J B; Tharp, Marie (1964). “Chain and Romanche fracture zones”. Deep-Sea Research and Oceanographic Abstracts 11 (1):  11–33. Bibcode: 1964DSROA..11...11H. doi:10.1016/0011-7471(64)91079-4.
- Heezen, B C; Tharp, Marie (1965). “Tectonic fabric of the atlantic and indian oceans and continental drift”. Philosophical Transactions of the Royal Society of London A 258 (1088):  90–106. Bibcode: 1965RSPTA.258...90H. doi:10.1098/rsta.1965.0024.
- Tharp, Marie; Friedman, Gerald M (2002). “Mapping the world ocean floor”. Northeastern Geology and Environmental Sciences 24 (2):  142–149..

## 関連文献
- C250 Celebrates 250 Columbians Ahead of Their Time: Entry on Marie Tharp.
- Woods Hole Oceeanographic Institution. "Marie Tharp Honored at Women Pioneers Seminar."
- The Earth Institute at Columbia University. "Mapping Methodology Examples (North Atlantic)."
- The Earth Institute at Columbia University. "Marie Tharp, Pioneering Mapmaker of the Ocean Floor, Dies." Earth Institute News, August 23, 2006.
- Nelson, Valerie. "Marie Tharp, 86; Pioneering Maps Altered Views on Seafloor Geology." The Los Angeles Times, September 4, 2006.
- Hall, Stephen S. "The Contrary Map Maker" The New York Times Magazine, December 31, 2006.
- Felt, Hali (2012). Soundings: The Story of the Remarkable Woman Who Mapped the Ocean Floor. New York: Henry Holt and Co.. ISBN 9780805092158
- Doel, Ronald (1970–1980). "Tharp, Marie". Dictionary of Scientific Biography. Vol. 25. New York: Charles Scribner's Sons. pp. 29–31. ISBN 978-0-684-10114-9。